# Савицкая, Кристина Николаевна
Кристина Николаевна Савицкая (род. 10 июня 1991, Красноярск, Россия) — российская легкоатлетка, выступающая в семиборье. Участница Олимпийских Игр 2012 года. Двукратная чемпионка России в многоборье (2012, 2013). Мастер спорта международного класса.

## Биография
Кристина Савицкая родилась 10 июня 1991 года в Красноярске. Лёгкой атлетикой начала заниматься в 13-летнем возрасте по наставлению родителей для укрепления общего здоровья, но уже спустя год на девушку обратил внимание один из опытнейших тренеров края Владимир Слушкин.
Первым международным стартом для Савицкой стал юношеский чемпионат мира 2007 года, на котором девушка показала 16-й результат. Спустя два года на чемпионате Европы среди юниоров Кристина финишировала 6-й.
На первом для себя взрослом чемпионате России в 2011 году по итогам всех семи видов программы победу одержала Ольга Курбан, а финишировавшие за ней Кристина Савицкая и Анна Богданова набрали равное количество баллов. По дополнительным показателям в итоговой табели Богданова оказалась выше, опередив Савицкую в борьбе за «серебро».
На чемпионате России 2012 года, впервые в карьере преодолев рубеж в 6000 баллов и установив рекорд Красноярского края, Кристина Савицкая одержала уверенную победу в соревнованиях семиборок и тем самым завоевала путёвку на Олимпийские игры.
В Лондоне спортсменка обновила ряд своих персональных достижений, однако слабым местом в её выступлении стало метание копья (лишь 17-й результат); как итог — 7-е место. Уже перед награждением победительниц судьи восстановили ошибочно дисквалифицированную немку Лилли Шварцкопф, в результате чего Кристина Савицкая переместилась в табели на 8-е место. После дальнейших дисквалификаций за употребление запрещённых веществ россиянки Татьяны Черновой и украинки Людмилы Йосипенко Кристина Савицкая поднялась на 6-ю строчку итогового протокола Олимпиады.
На чемпионате чемпионате России 2013 года Савицкой вновь не было равных в соревнованиях семиборок. Победа гарантировала спортсменке участие на чемпионате мира в Москве. Выполняя вторую попытку в метании копья на мировом первенстве, Савицкая получила травму спины — россиянку на носилках унесли со стадиона и увезли в больницу на обследование, запретив продолжать выступление на соревнованиях.